# Ruslan Alchanov
Ruslan Šakhaevič Alchanov (in russo Руслан Шахаевич Алханов?; Centaroj, 27 aprile 1962) è un poliziotto e politico russo di etnia cecena che ha ricoperto la carica di ministro degli affari interni della Repubblica Cecena dal 2004 al 2023.

## Biografia
Nacque nel 1962 a Centaroj, distretto di Šali (oggi Akhmat-Jurt, distretto di Kurčaloj), nell'allora RSSA Ceceno-Inguscia.
Nel 1990 si è laureato in Geografia all'Università inguscia-cecena (oggi Università statale cecena).
Nel 2008 ha conseguito la laurea in Giurisprudenza presso l'Accademia di Management del Ministero degli Affari Interni della Russia.

### Carriera nella polizia
Compiuta la maggiore età, nel 1980 Alkhanov è stato arruolato nell'esercito sovietico, rimandoci per due anni.
Nel 1991 è entrato nelle truppe interne ministeriali della Cecenia.
Dal 1993 al 1995 ha lavorato nel dipartimento di sicurezza dei trasporti della polizia del distretto Leninskij di Groznyj.
Secondo Novaja Gazeta, durante gli anni '90, Alchanov non si trovava in Cecenia ma venne comunque elencato come dipendente del ministero degli interni ceceno. Secondo Kommersant allo scoppiò della seconda guerra cecena, Alchanov con altri collaboratori stretti, giurarono su un corano che avrebbero seguito Akhmat Kadyrov fino alla morte.
Dal 1999 al 2004 è stato il capo della sicurezza personale di Kadyrov.
Dal 2003 al 2004 è stato comandante ad interim dell'unità di polizia speciale OMON, sostituendo il tenente colonnello Musa Gazimagomadov, morto per ferite riportate in un incidente d'auto. Durante l'attentato del 9 maggio 2004, Alkhanov si trovava nella stessa tribuna di Kadyrov quando una bomba detonò sotto la sedia del presidente ceceno, rimanendo ferito nell'esplosione.
Nel 2004 è stato nominato, con decreto presidenziale, ministro degli affari interni per la Cecenia sotto consiglio del presidente Alu Alchanov; mantenne la carica fino al 2023, quando gli successe il maggior generale di polizia Aslan Iraskhanov. L'OMON venne guidato da Artur Akhmadov.
Nel 2011 è stato promosso a tenente generale di polizia. Nel 2022 è stato promosso a colonnello generale di polizia. Nel 2023 è stato trasferito al Centro per la lotta all’estremismo del ministero degli affari interni federale come vicedirettore.

## Controversie
Nel 2017 Alkhanov ha annunciato il volere di citare in giudizio la redazione di Novaja Gazeta per diffamazione, a causa di un resoconto in cui si sosteneva che almeno un centinaio di persone fossero state sequestrate o uccise con l'accusa di essere omosessuali in Cecenia. Il ministro ceceno ha negato tali accuse, definendo l'articolo "privo di fondamento" e "non oggettivo".

## Vita privata
Sua moglie è Tamara Borisovna. La coppia ha tre figli maschi, Artur, Bislan e Adam.
Artur è stato il capo del reggimento di sicurezza petrolifera e il capo del dipartimento di polizia di Argun.
Bislan è il capo del dipartimento del Ministero degli Affari Interni per il distretto di Groznyj;
Adam dal 2023 è il ministro della salute statale ed è sposato con la seconda figlia di Kadyrov, Khadižat. La coppia ha una figlia, Džannat.

## Sanzioni
Alkhanov è stato posto sotto sanzioni dal Canada nel 2020 in quanto associato di Ramzan Kadyrov.